# Epinephelus quoyanus
Epinephelus quoyanus är en fiskart som först beskrevs av Valenciennes, 1830.  Epinephelus quoyanus ingår i släktet Epinephelus och familjen havsabborrfiskar. IUCN kategoriserar arten globalt som livskraftig. Inga underarter finns listade i Catalogue of Life.